# زری (بخش قطور)
زری، روستایی است از توابع بخش قطور و در شهرستان خوی استان آذربایجان غربی ایران.

## جمعیت
این روستا در دهستان زری قرار داشته و بر اساس سرشماری سال ۱۳۸۵ جمعیت آن ۱۵۹۸ نفر (۲۹۳ خانوار)
بوده‌است.